# Jacaranda
Jacaranda Juss., 1789 è un genere di piante della famiglia delle Bignoniaceae, comprendente 49 specie, originarie delle regioni tropicali e subtropicali del Sud America, Centro America, Sud Africa e dei Caraibi.
Il nome del genere è spesso usato a definire la specie più nota, la Jacaranda mimosifolia, che appunto è spesso citata come Jacaranda, o Jacaranda blu. Il nome italiano registrato dal vocabolario è iacaranda oppure giacaranda. Il legno che se ne ricava, utilizzato per la costruzione di mobili, è a volte chiamato impropriamente palissandro (che invece proviene dagli alberi appartenenti al genere Dalbergia).

## Descrizione
Le specie di questo genere sono grandi arbusti o alberi di medie e grandi dimensioni, raggiungendo anche altezze di 30 m. Le foglie sono semplicemente pinnate (a forma di penna, quindi con uno stelo centrale e foglioline laterali) in alcune specie, ma doppiamente pinnate in altre. Sono spesso di grandi dimensioni.
I fiori sono raccolti in pannicoli (gruppi) terminali, ogni fiore ha forma a cinque lobi confluenti in un lungo tubo, con corolla di colore dal blu al viola porpora; alcune specie hanno fiore bianco. I frutti sono capsule ovali piatte o tondeggianti allungate, contenenti piccoli semi alati. Il genere si distingue dalle altre Bignoniaceae per avere staminoidi più lunghi degli stami, polline trilobo, e genotipo con 18 cromosomi.

## Tassonomia

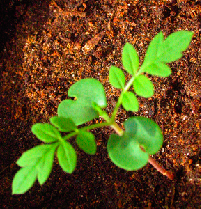
Plantula di Jacaranda

Il genere è suddiviso in due sezioni: alla prima, “Jacaranda” (già definita come “Monolobos”), appartiene la Jacaranda blu e altre 18 specie diffuse in Kenya, Africa Orientale, Africa del Sud (Zimbabwe, Sud Africa, Mozambico) Messico, Caraibi, America centrale, e Sud America; alla seconda sezione “Dilobos”, ritenuta una sezione di piante in forma più primitiva, appartengono 31 specie, originarie di un areale più ristretto, limitato all'alveo del fiume Paraná (Brasile meridionale). Le differenze rispetto alla prima sezione sono notevoli e multiple, riguardando anche la struttura del legno, questo anche se esistono specie che hanno caratteri comuni di transizione da una sezione all'altra.
| Sezione. Jacaranda - Jacaranda acutifolia Bonpl. - Jacaranda arborea Urb. - Jacaranda brasiliana (Lam.) Pers. - Jacaranda caerulea (L.) J.St.-Hil. - Jacaranda caucana Pittier - Jacaranda copaia (Aubl.) D.Don - Jacaranda cuspidifolia Mart. ex DC. - Jacaranda hesperia Dugand. - Jacaranda mimosifolia D.Don - Jacaranda obtusifolia Humboldt & Bonpl. - Jacaranda orinocensis Sandw. - Jacaranda poitaei Urb. - Jacaranda praetermissa Sandw. - Jacaranda sparrei A.H.Gentry | Sezione. Dilobos - Jacaranda bracteata Bur. & K.Schum. - Jacaranda campinae A.Gentry & Morawetz - Jacaranda carajasensis A.Gentry - Jacaranda caroba (Vell.) DC. - Jacaranda crassifolia Morawetz - Jacaranda duckei Vattimo - Jacaranda duckel Vattimo - Jacaranda glabra (DC.) Bur. & K.Schum. - Jacaranda intricata A.Gentry & Morawetz - Jacaranda irwinii A.Gentry - Jacaranda jasminoides (Thunb.) Sandw. - Jacaranda macrantha Cham. - Jacaranda macrocarpa Bur. & K.Schum. - Jacaranda micrantha Cham. - Jacaranda montana Morawetz - Jacaranda morii A.Gentry - Jacaranda mutabilis Hassl. - Jacaranda obovata Cham. - Jacaranda oxyphylla Cham. - Jacaranda paucifoliata Mart. ex DC. - Jacaranda puberula Cham. - Jacaranda racemosa Cham. - Jacaranda rufa Manso - Jacaranda simplicifolia K.Schum. - Jacaranda subalpina Morawetz - Jacaranda ulei Bur. & K.Schum. |

## Coltivazione ed usi

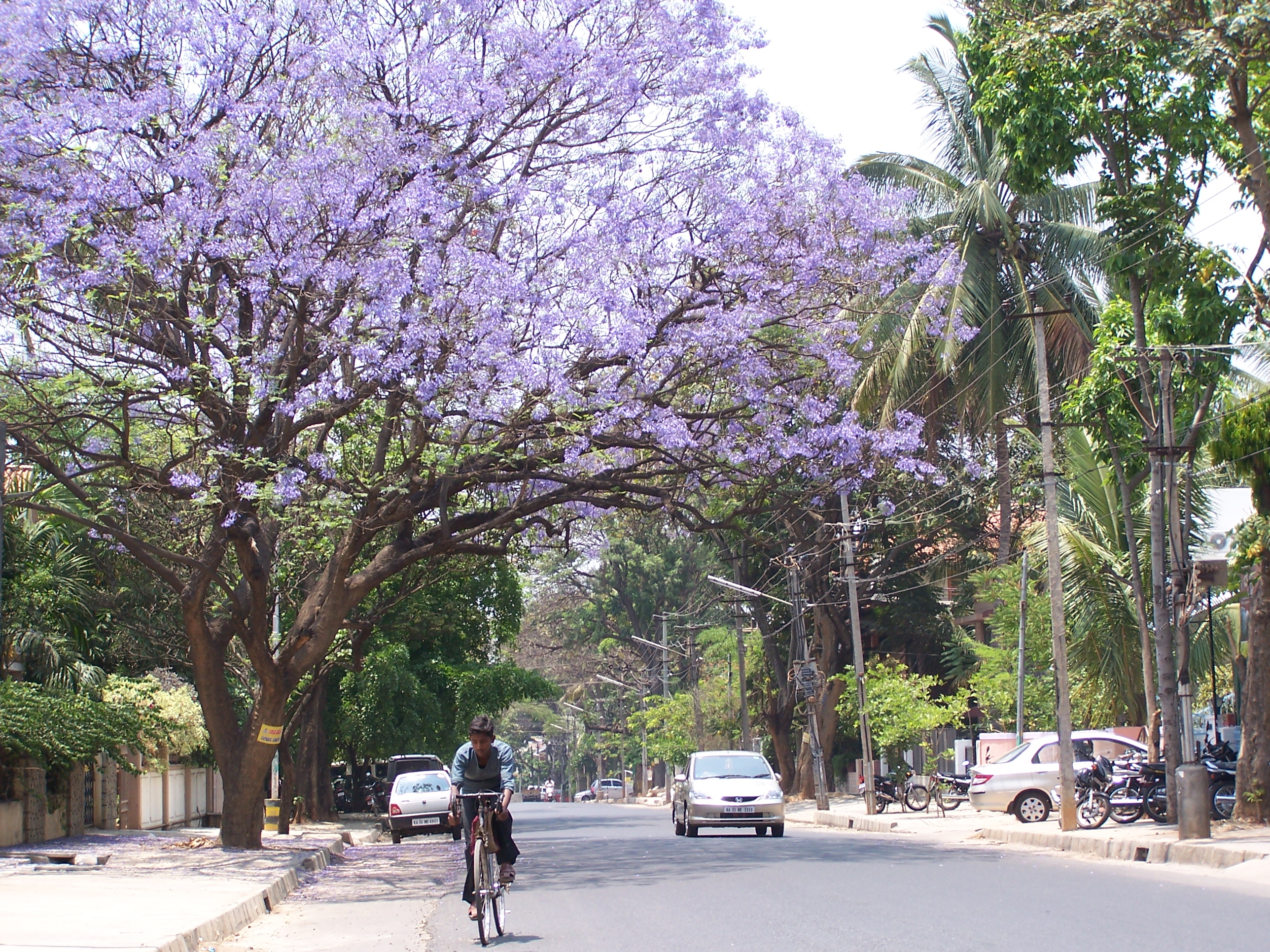
Jacaranda in piena fioritura, Bangalore, India

Diverse specie di Jacaranda sono coltivate come piante ornamentali per la loro vistosa fioritura (spesso di colore blu o blu violetto), e la più utilizzata in questo senso è senz'altro la Jacaranda blu. Ha anche importanza commerciale la Copaia (Jacaranda copaia) per l'uso come legname, dati i suoi fusti eccezionalmente lunghi e diritti, e di buone caratteristiche del legno.

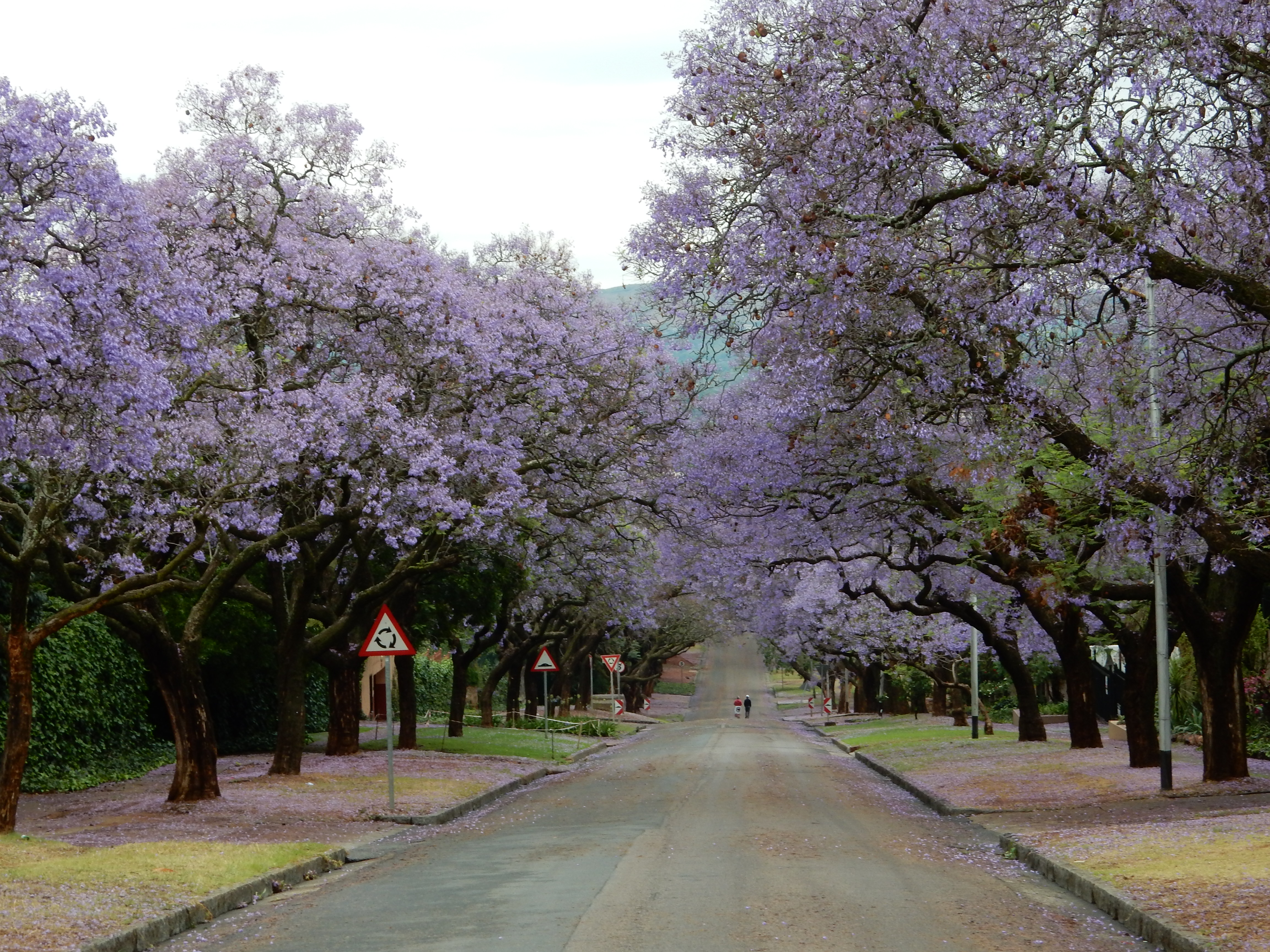
Viale della Jacaranda, a Pretoria, nel quartiere della Ambasciate

Pretoria in Sudafrica è molto nota per essere la Città delle Jacaranda per l'enorme numero di piante di Jacaranda piantate in moltissimi viali stradali, ed in giardini pubblici e privati. Vista dalle colline circostanti in epoca di fioritura, la città appare sfumata di azzurro per l'enorme numero di alberi fioriti in blu che emergono tra le costruzioni, dai giardini e dai viali.
La Jacaranda è molto diffusa anche in Kenya dove la si vede in tutta la zona della Rift Valley, ed è un elemento comune dei paesaggi di tutto il territorio che va da Nairobi a Nakuru.
In Sud Africa la jacaranda è molto diffusa un po' dappertutto, inclusa Johannesburg.

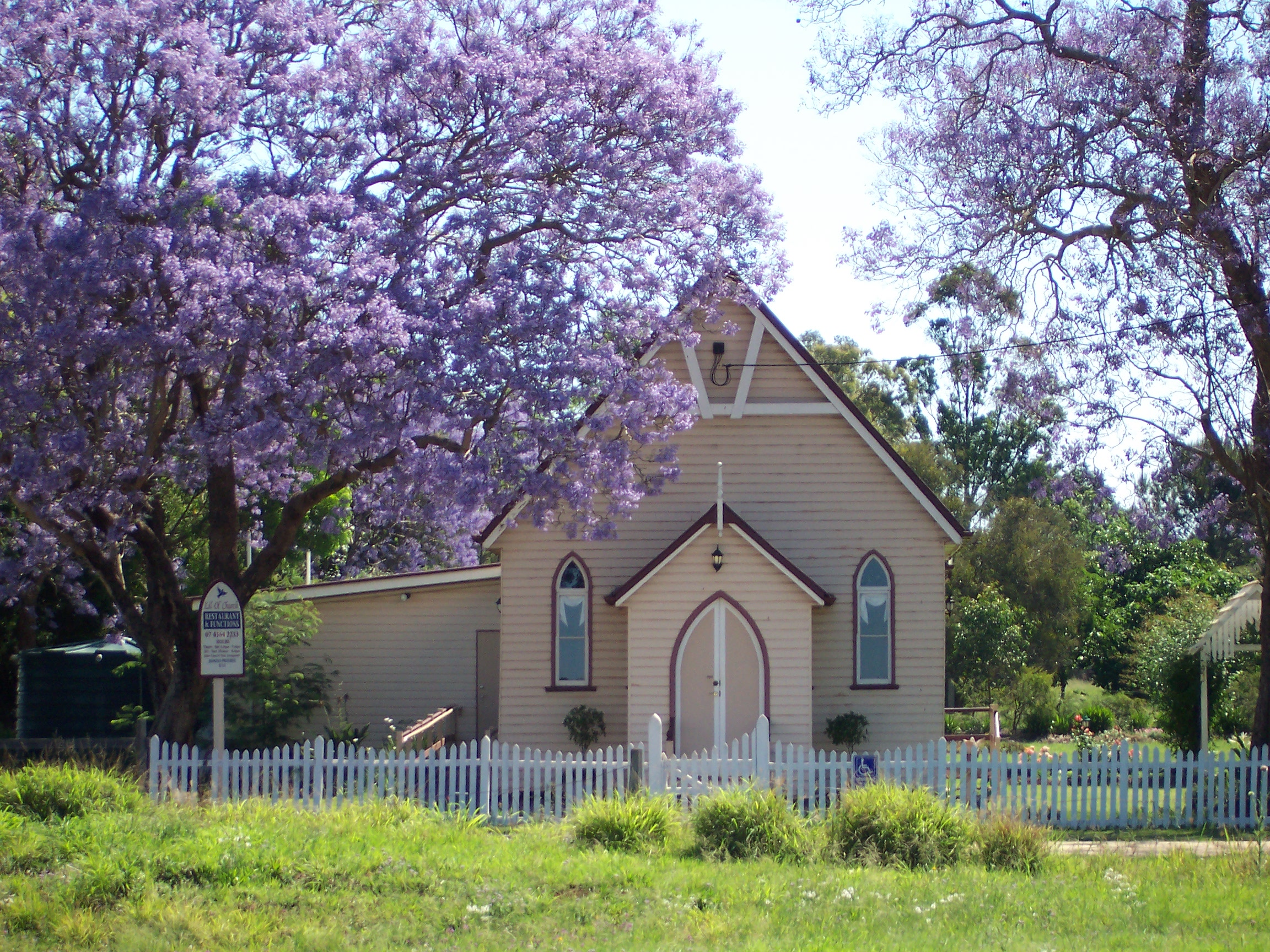
Vecchia chiesa circondata da Jacaranda in fiore, Wooroolin, Australia

Anche in Australia si è avuto un grande sviluppo dell'utilizzo delle Jacaranda blu nella decorazione dei viali, in particolare a Brisbane, fatto sicuramente dovuto, oltre alla bellezza dell'albero, alla condizione di avere un clima ottimale per tale pianta (subtropicale). La fioritura della Jacaranda, coincidente con la fine della primavera, ha assunto valore di legame e di modi di dire con le stagioni dello studio, delle dilazioni possibili per lo studio, e delle preparazioni degli esami. Questo è legato anche al fatto che i viali della università sono particolarmente popolati dalle Jacaranda blu. A questo è legato spesso il termine “Esame dell'albero” (in extremis), o avere (per l'esame) “la fifa blu”.
In Australia la coltivazione è in estensione, per la decorazione dei viali cittadini, in tutte le zone climaticamente adatte. La pianta è considerata portafortuna, spesso è collocata presso ospedali e cliniche di maternità.
La pianta è stata diffusa sempre per gli stessi usi (viali e giardini) nel Sud degli Stati Uniti. Anche in Italia, nella città di Cagliari, orna molti viali e parchi dando il massimo della fioritura nel mese di giugno. In Florida ed in Zimbabwe, la Jacaranda è considerata la “pianta della primavera”. È stata diffusa nella regione della Palestina (Palestina, Israele, Giordania) da diverso tempo.
Il legno di varie Jacaranda brasiliane è anche usato per la costruzione di parti del corpo delle chitarre acustiche: tale legno, dal colore vivace e rossastro, è spesso detto “di rosa”.
Parti della pianta di Jacaranda caroba sono usate come medicinale tradizionale della medicina brasiliana, uso ripreso attualmente anche dalla medicina ufficiale come antireumatico, antinfiammatorio ed analgesico.

## Galleria d'immagini

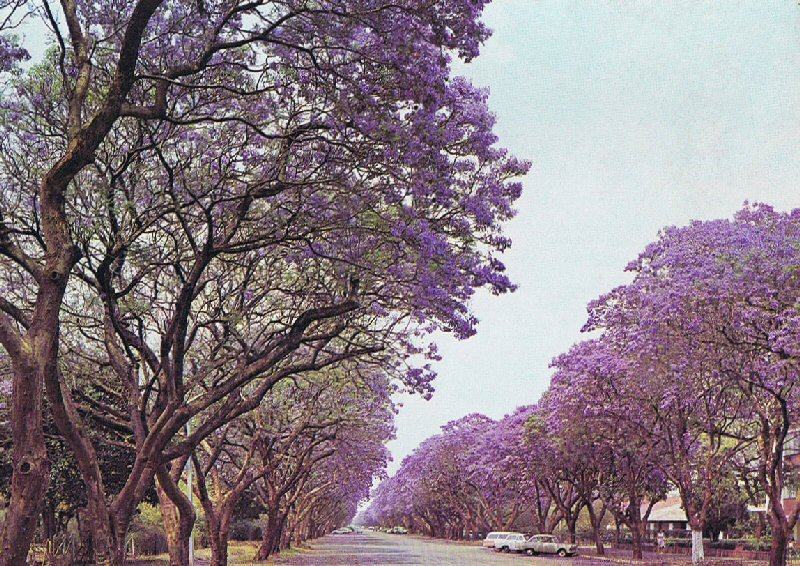
Alberi di Jacaranda in Montagu Ave, Harare, Zimbabwe nel 1975.
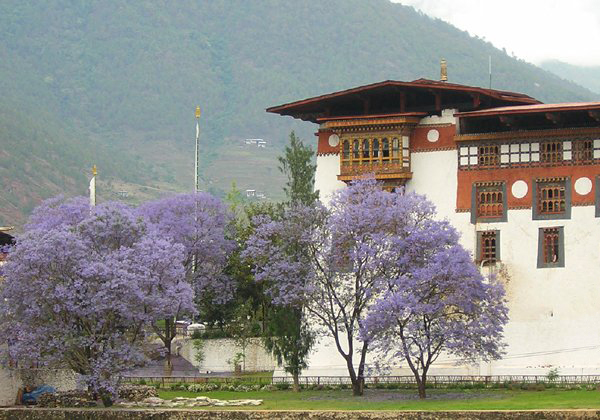
Alberi di Jacaranda, Bhutan (Regione himalayana)
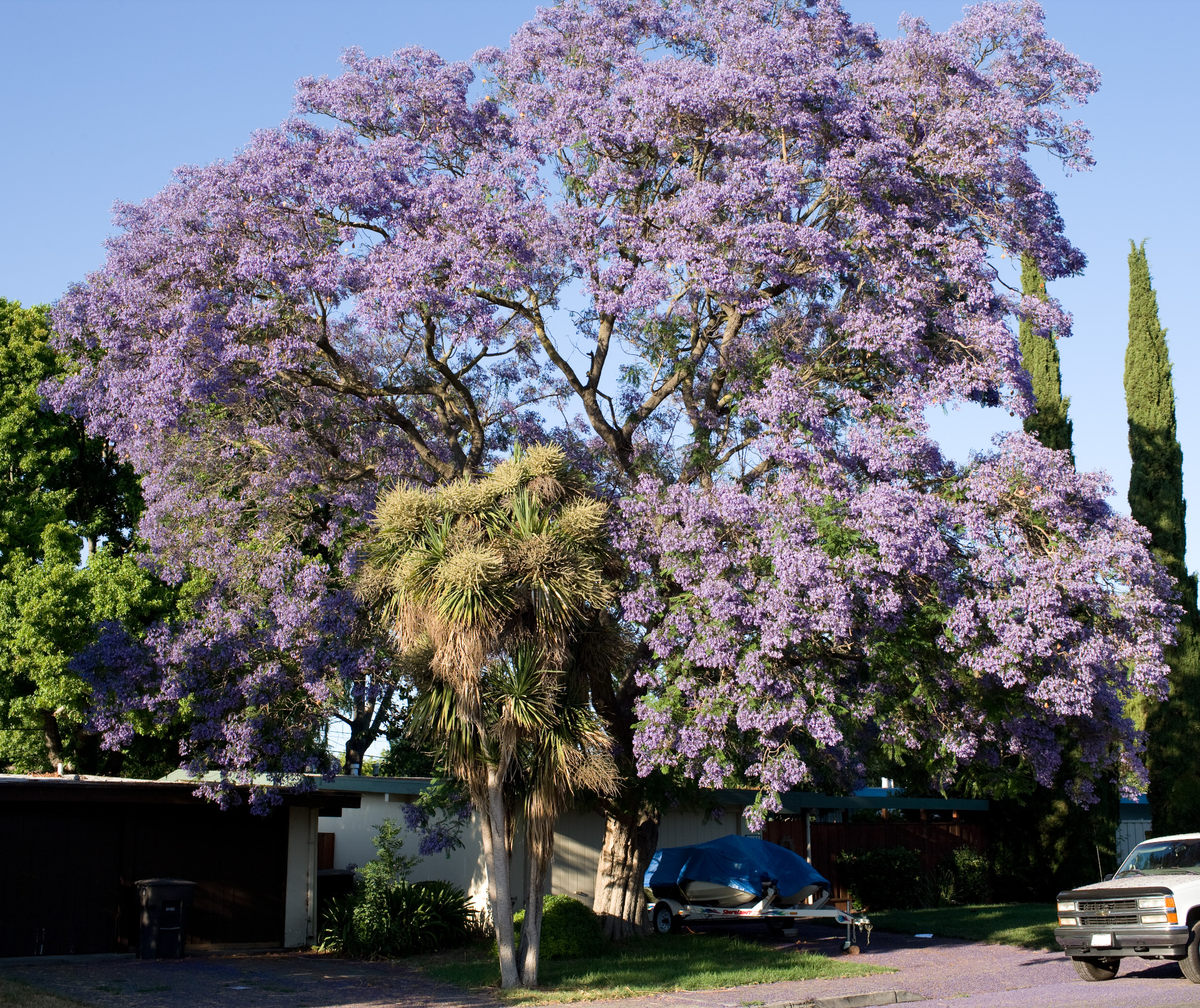
Jacaranda in Mountain View (California), USA
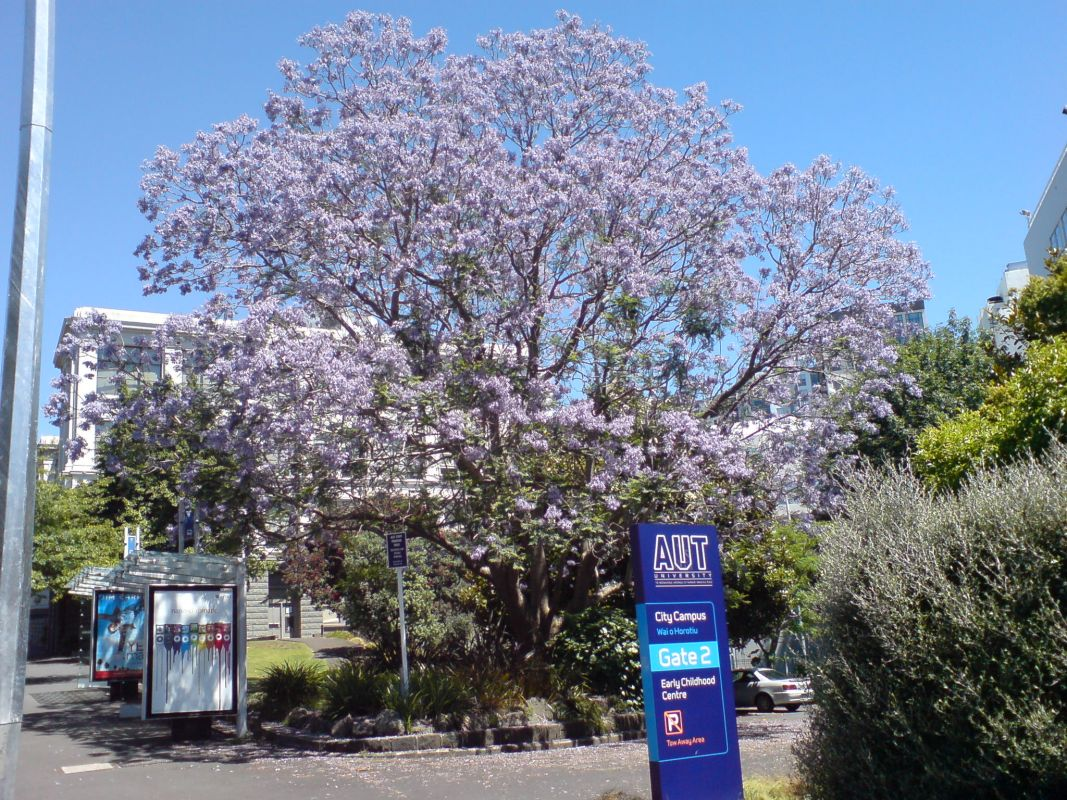
Jacaranda ad Auckland, Nuova Zelanda
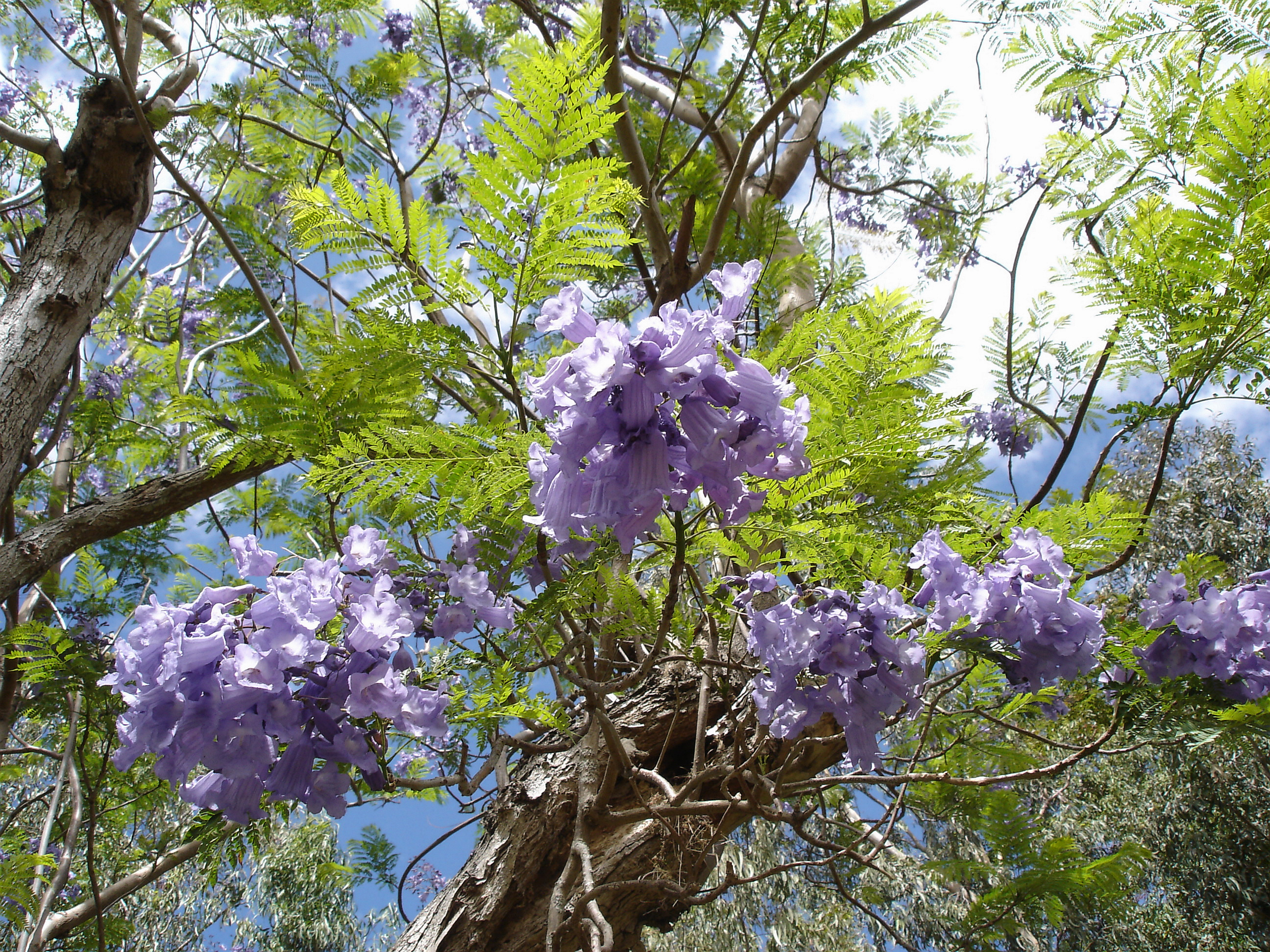
Jacaranda mimosifolia